# New Zealand Loan and Mercantile Company Warehouse

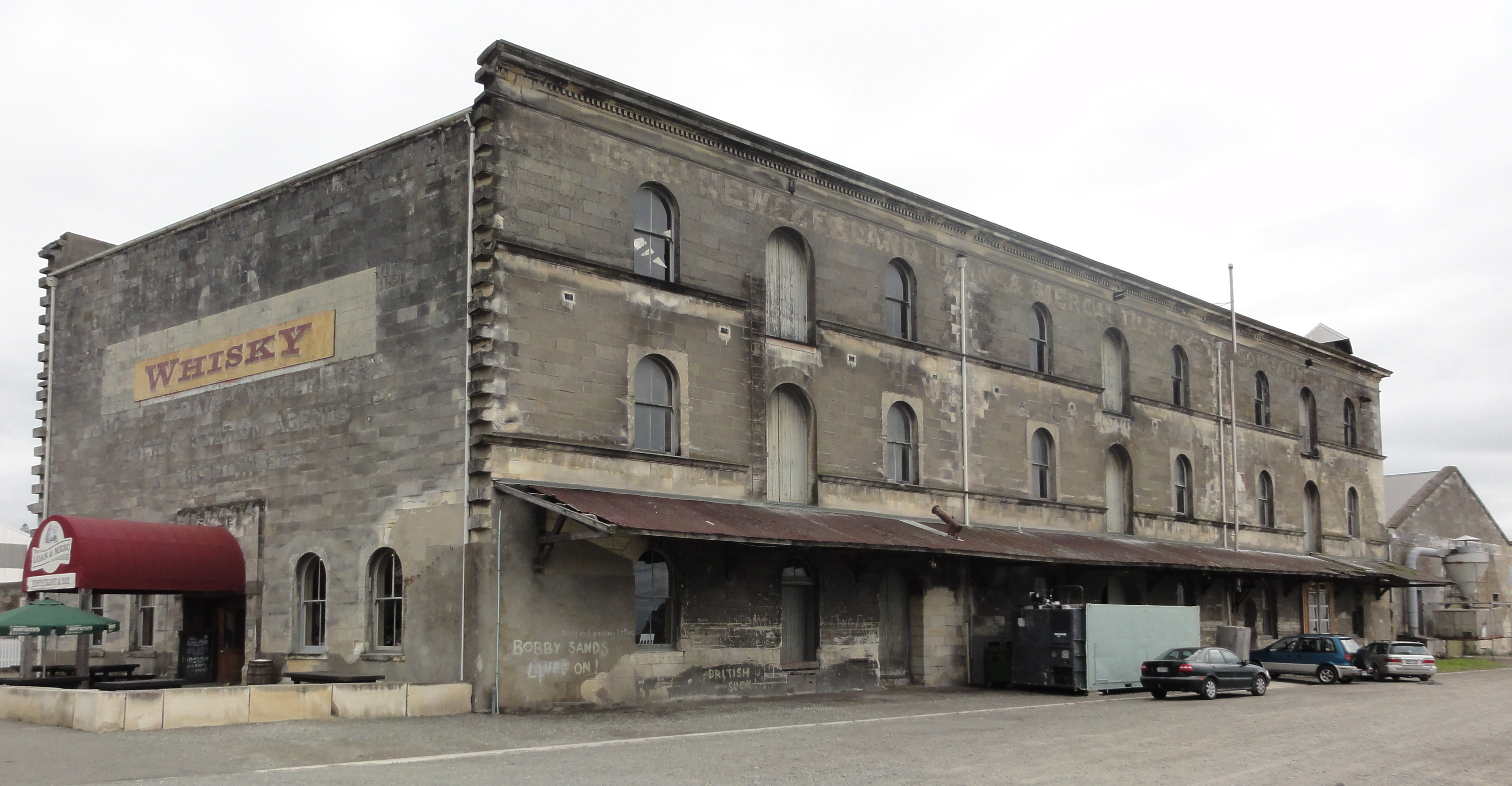
Ansicht von der Hafenseite

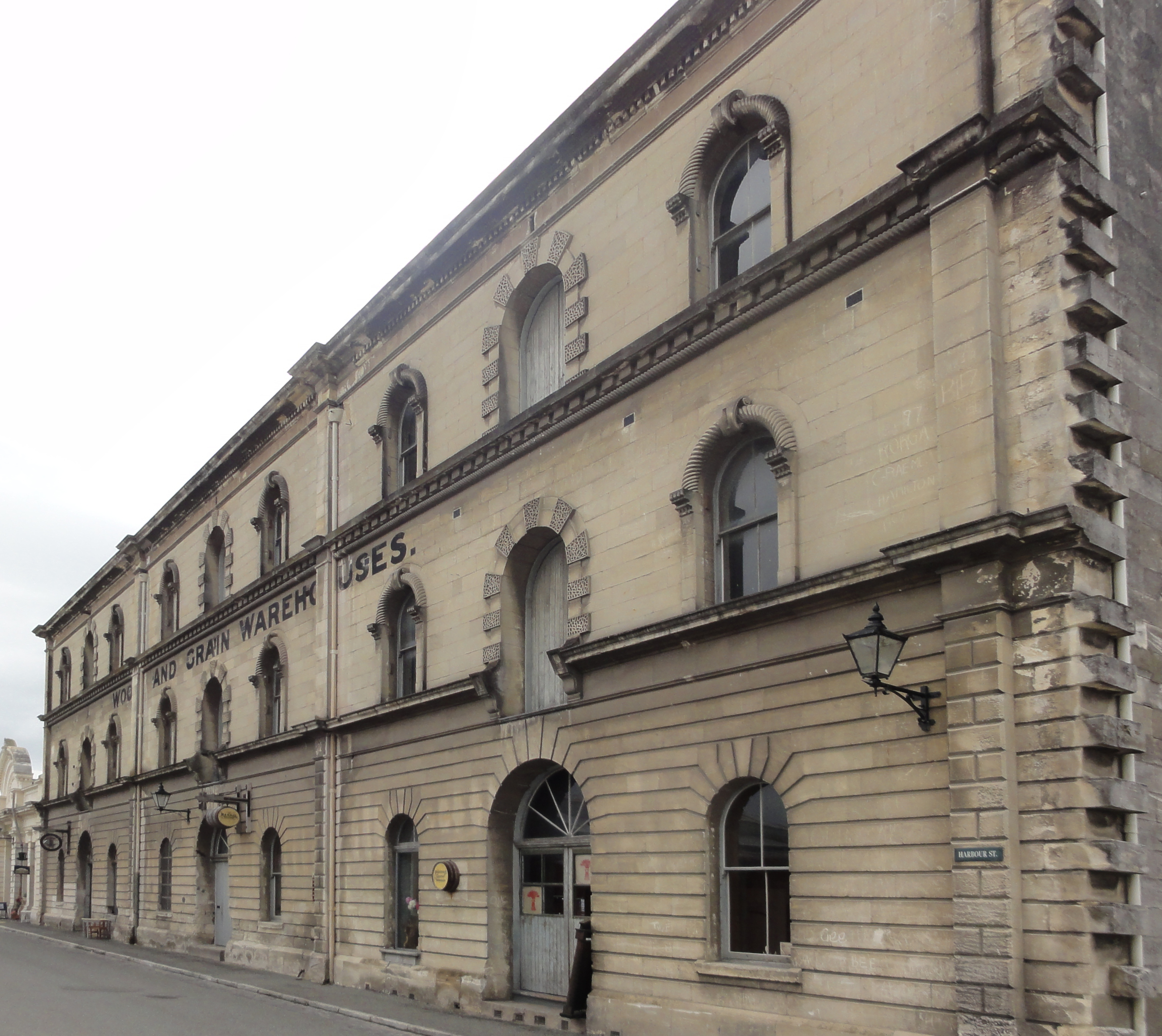
Ansicht von der Harbour Street

Das frühere New Zealand Loan and Mercantile Company Warehouse ist ein historisches Bauwerk im viktorianischen Stadtkern der neuseeländischen Stadt Oamaru in der Region Otago. es befindet sich an der Ecke Harbour Street 14 / Wansbeck Street, die Rückseite grenzt an das ehemalige Hafengelände.
Es wurde 1882 nach Entwürfen der kurzlebigen Architektengemeinschaft Dennison and Grant als Lagerhaus für Getreide und Wolle gebaut.
Zwischenzeitlich wurde das Gebäude auch von der N.Z Malt Whiskey Company und Willett's Furniture genutzt. Heute beherbergt es eine Kunstgalerie und ein Restaurant und Café. Die New Zealand Whisky Company lagert weiter Teile ihrer Fässer hier.
Am 22. November 1984 wurde das Gebäude vom New Zealand Historic Places Trust unter der Nummer 345 als Denkmal der Kategorie 1 (Historic Place Category I) eingestuft.
Das Bauwerk ist Teil des ebenfalls unter Schutz stehenden Ensembles Harbour/Tyne Street Historic Area.